# Coppa Intercontinentale di skeleton 2014
La Coppa Intercontinentale di skeleton 2014 è stata la settima edizione del circuito mondiale di secondo livello dello skeleton, manifestazione organizzata dalla Federazione Internazionale di Bob e Skeleton; è iniziata il 6 dicembre 2013 a Innsbruck, in Austria, e si è conclusa il 12 gennaio 2014 a Park City, negli Stati Uniti. Vennero disputate sedici gare: otto per le donne e altrettante per gli uomini in quattro differenti località.
Vincitori dei trofei, conferiti agli atleti classificatisi per primi nel circuito, sono stati la tedesca Tina Hermann nel singolo femminile, e il russo Nikita Tregubov in quello maschile.

## Calendario
| Località  | Data                | Donne | Uomini |
| --------- | ------------------- | ----- | ------ |
| Innsbruck | 6–7 dicembre 2013   | ●●    | ●●     |
| Altenberg | 13–14 dicembre 2013 | ●●    | ●●     |
| Whistler  | 5–6 gennaio 2014    | ●●    | ●●     |
| Park City | 11–12 gennaio 2014  | ●●    | ●●     |
| Totale    | Totale              | 8     | 8      |

## Risultati

### Donne
| Data             | Località  | Prime classificate         | Seconde classificate                             | Terze classificate                                       |
| ---------------- | --------- | -------------------------- | ------------------------------------------------ | -------------------------------------------------------- |
| 6 dicembre 2013  | Innsbruck | Rose McGrandle Regno Unito | Sophia Griebel Germania                          | Laura Deas Regno Unito                                   |
| 7 dicembre 2013  | Innsbruck | Rose McGrandle Regno Unito | Sophia Griebel Germania                          | Svetlana Vasil'eva Russia                                |
| 13 dicembre 2013 | Altenberg | Sophia Griebel Germania    | Tina Hermann Germania                            | Jacqueline Lölling Germania                              |
| 14 dicembre 2013 | Altenberg | Sophia Griebel Germania    | Tina Hermann Germania                            | Jacqueline Lölling Germania e Rose McGrandle Regno Unito |
| 5 gennaio 2014   | Whistler  | Katharina Heinz Germania   | Jacqueline Lölling Germania                      | Donna Creighton Regno Unito                              |
| 6 gennaio 2014   | Whistler  | Katharina Heinz Germania   | Cassie Hawrysh Canada                            | Jacqueline Lölling Germania                              |
| 11 gennaio 2014  | Park City | Cassie Hawrysh Canada      | Katharina Heinz Germania e Tina Hermann Germania | non assegnato                                            |
| 12 gennaio 2014  | Park City | Cassie Hawrysh Canada      | Laura Deas Regno Unito                           | Ol'ga Nikandrova Russia                                  |

### Uomini
| Data             | Località  | Primi classificati             | Secondi classificati                                       | Terzi classificati             |
| ---------------- | --------- | ------------------------------ | ---------------------------------------------------------- | ------------------------------ |
| 6 dicembre 2013  | Innsbruck | Kilian von Schleinitz Germania | Christopher Grotheer Germania e Yun Sung-bin Corea del Sud | non assegnato                  |
| 7 dicembre 2013  | Innsbruck | Nikita Tregubov Russia         | Yun Sung-bin Corea del Sud                                 | Kilian von Schleinitz Germania |
| 13 dicembre 2013 | Altenberg | Aleksandr Mutovin Russia       | Christopher Grotheer Germania                              | Nikita Tregubov Russia         |
| 14 dicembre 2013 | Altenberg | Christopher Grotheer Germania  | Kilian von Schleinitz Germania e Anton Batuev Russia       | non assegnato                  |
| 5 gennaio 2014   | Whistler  | Maurizio Oioli Italia          | Alexander Gassner Germania                                 | Jon Montgomery Canada          |
| 6 gennaio 2014   | Whistler  | Yun Sung-bin Corea del Sud     | Anton Batuev Russia                                        | Aleksandr Mutovin Russia       |
| 11 gennaio 2014  | Park City | Alexander Gassner Germania     | Yun Sung-bin Corea del Sud                                 | Aleksandr Mutovin Russia       |
| 12 gennaio 2014  | Park City | Nikita Tregubov Russia         | Yun Sung-bin Corea del Sud                                 | Kilian von Schleinitz Germania |

## Classifiche

### Donne
| Pos. | Nome atleta        | Nazione     | INN-1 | INN-2 | ALT-1 | ALT-2 | WHI-1 | WHI-2 | PKC-1 | PKC-2 | Totale |
| ---- | ------------------ | ----------- | ----- | ----- | ----- | ----- | ----- | ----- | ----- | ----- | ------ |
| 1    | Tina Hermann       | Germania    | 8     | 5     | 2     | 2     | 5     | 5     | 2     | 7     | 770    |
| 2    | Jacqueline Lölling | Germania    | 5     | 9     | 3     | 3     | 2     | 3     | 6     | 5     | 764    |
| 3    | Laura Deas         | Regno Unito | 3     | 6     | 5     | 10    | 11    | 11    | 5     | 2     | 692    |
| 4    | Cassie Hawrysh     | Canada      | -     | -     | 9     | 6     | 6     | 2     | 1     | 1     | 602    |
| 5    | Jane Channell      | Canada      | 11    | 12    | 15    | 14    | 10    | 6     | 4     | 4     | 592    |
| 6    | Melissa Hoar       | Australia   | 16    | 8     | 13    | 11    | 4     | 7     | 11    | 15    | 556    |
| 7    | Elizaveta Zubkova  | Russia      | 18    | 16    | 9     | 5     | 7     | 9     | 15    | 19    | 505    |
| 8    | Savannah Graybill  | Stati Uniti | 19    | 18    | 11    | 14    | 8     | 8     | 13    | 9     | 497    |
| 9    | Sophia Griebel     | Germania    | 2     | 2     | 1     | 1     | -     | -     | -     | -     | 460    |
| 10   | Rose McGrandle     | Regno Unito | 1     | 1     | 4     | 3     | -     | -     | -     | -     | 438    |

### Uomini
| Pos. | Nome atleta           | Nazione       | INN-1 | INN-2 | ALT-1 | ALT-2 | WHI-1 | WHI-2 | PKC-1 | PKC-2 | Totale |
| ---- | --------------------- | ------------- | ----- | ----- | ----- | ----- | ----- | ----- | ----- | ----- | ------ |
| 1    | Nikita Tregubov       | Russia        | 6     | 1     | 3     | 5     | 4     | 9     | 4     | 1     | 790    |
| 2    | Anton Batuev          | Russia        | 5     | 7     | 4     | 2     | 8     | 2     | 6     | 6     | 748    |
| 3    | Aleksandr Mutovin     | Russia        | 4     | 5     | 1     | 4     | 10    | 3     | 3     | 16    | 728    |
| 4    | Kilian von Schleinitz | Germania      | 1     | 3     | 5     | 2     | 19    | 18    | 7     | 3     | 687    |
| 5    | Yun Sung-bin          | Corea del Sud | 2     | 2     | -     | -     | 6     | 1     | 2     | 2     | 648    |
| 6    | David Lingmann        | Germania      | 8     | 11    | 7     | 7     | 7     | 11    | 12    | 7     | 616    |
| 7    | Patrick Rooney        | Canada        | 15    | 9     | 8     | 8     | 11    | 8     | 10    | 5     | 600    |
| 8    | David Michael Swift   | Regno Unito   | 7     | 6     | 10    | 10    | 15    | 16    | 5     | 14    | 564    |
| 9    | Jon Montgomery        | Canada        | 13    | 10    | 6     | 6     | 3     | 5     | -     | -     | 502    |
| 10   | Christopher Grotheer  | Germania      | 2     | 4     | 2     | 1     | -     | -     | -     | -     | 436    |